# Новомусятово
Новомусятово (баш. Яңы Мөсәт) — деревня в Бурзянском районе Башкортостана на реке Алакуян. Входит в состав Старосубхангуловского сельсовета.

## Население
| 2002 | 2009 | 2010 |
| ---- | ---- | ---- |
| 453  | ↗524 | ↘421 |

Согласно переписи 2002 года, преобладающая национальность — башкиры (99 %).

## Географическое положение
Расстояние до:
- районного центра (Старосубхангулово): 13 км,
- центра сельсовета (Старосубхангулово): 13 км,
- ближайшей железнодорожной станции (Белорецк): 155 км.

## Галерея

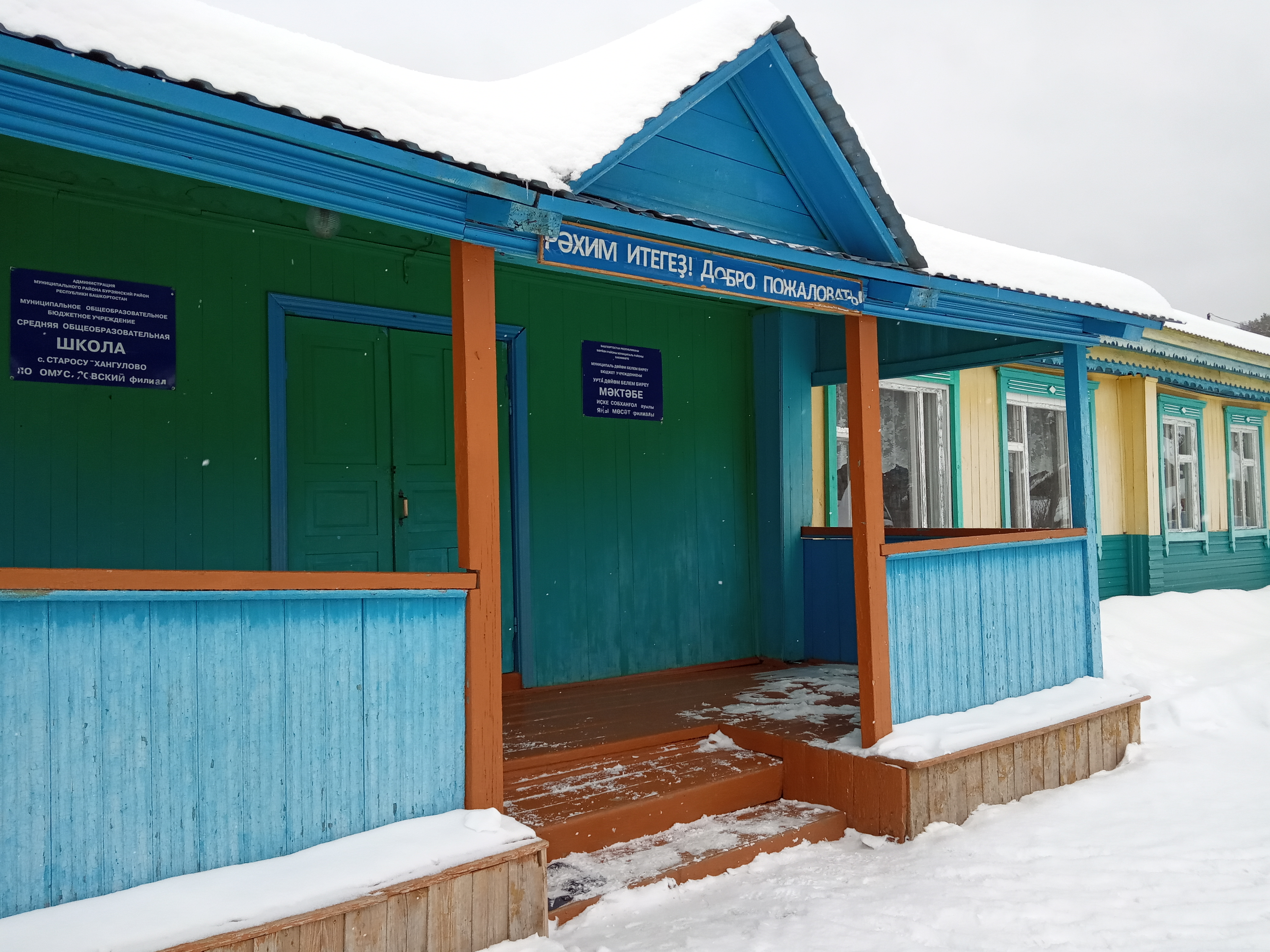
Школа
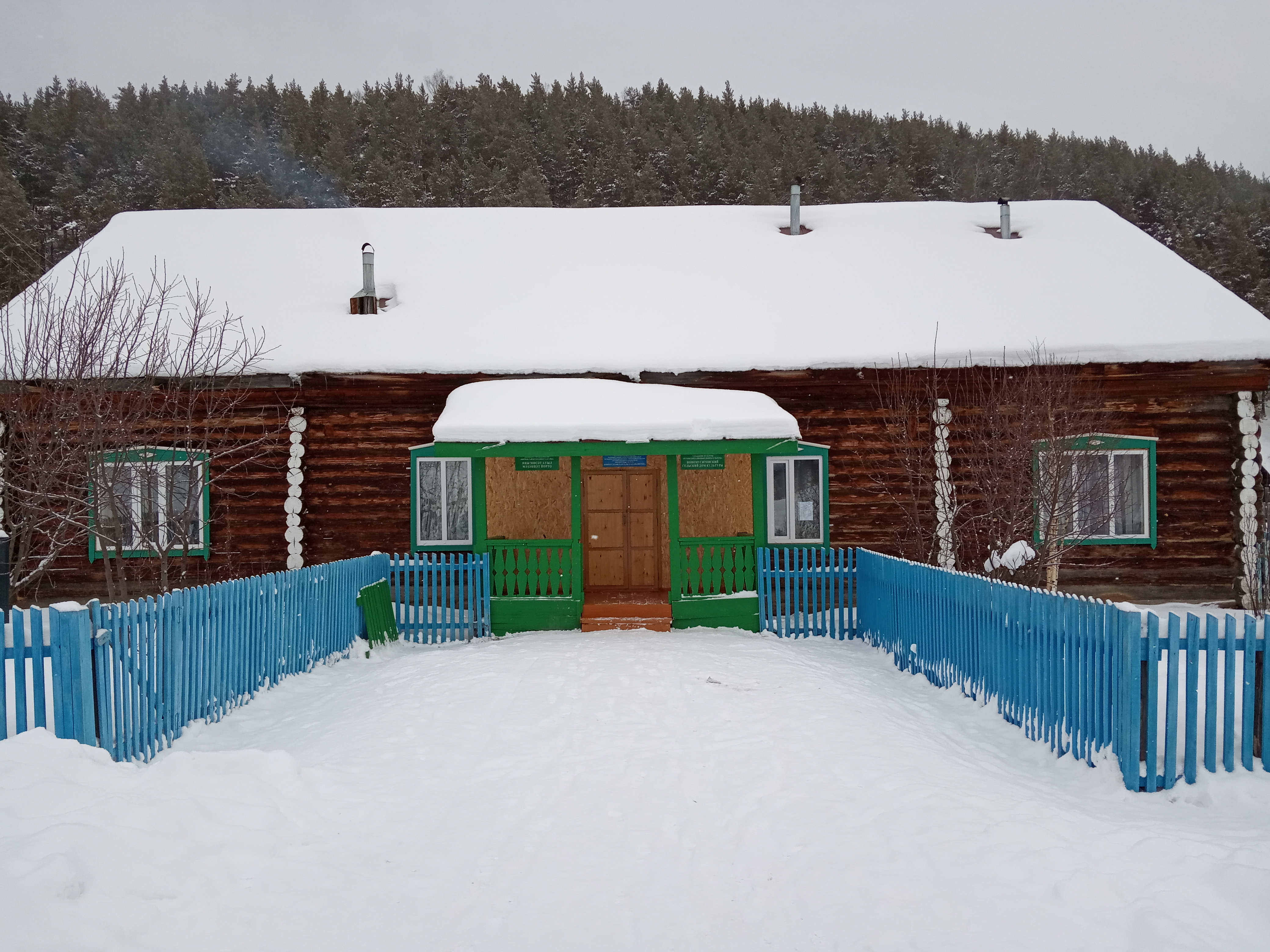
Дом культуры
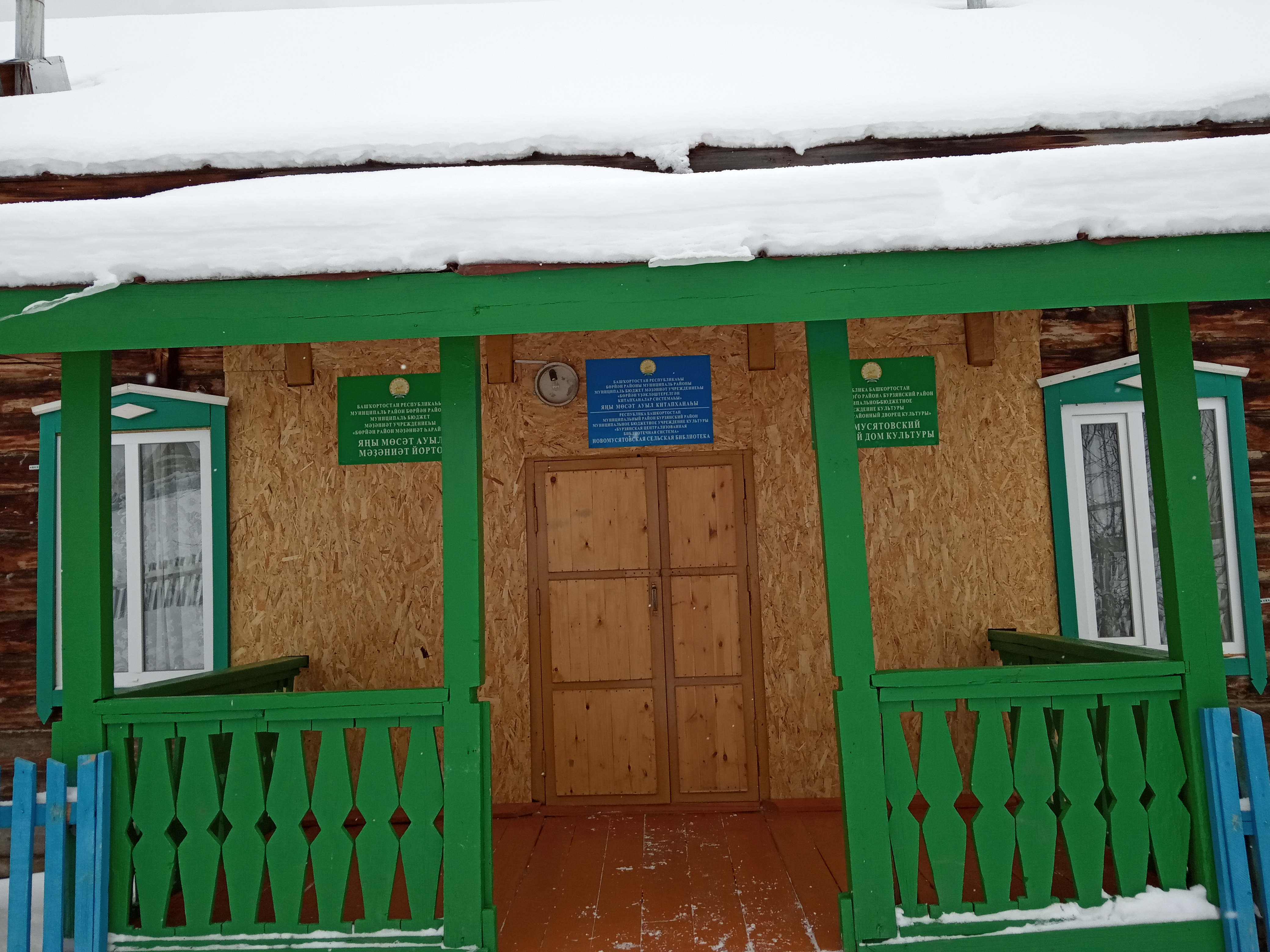
Дом культуры и библиотека
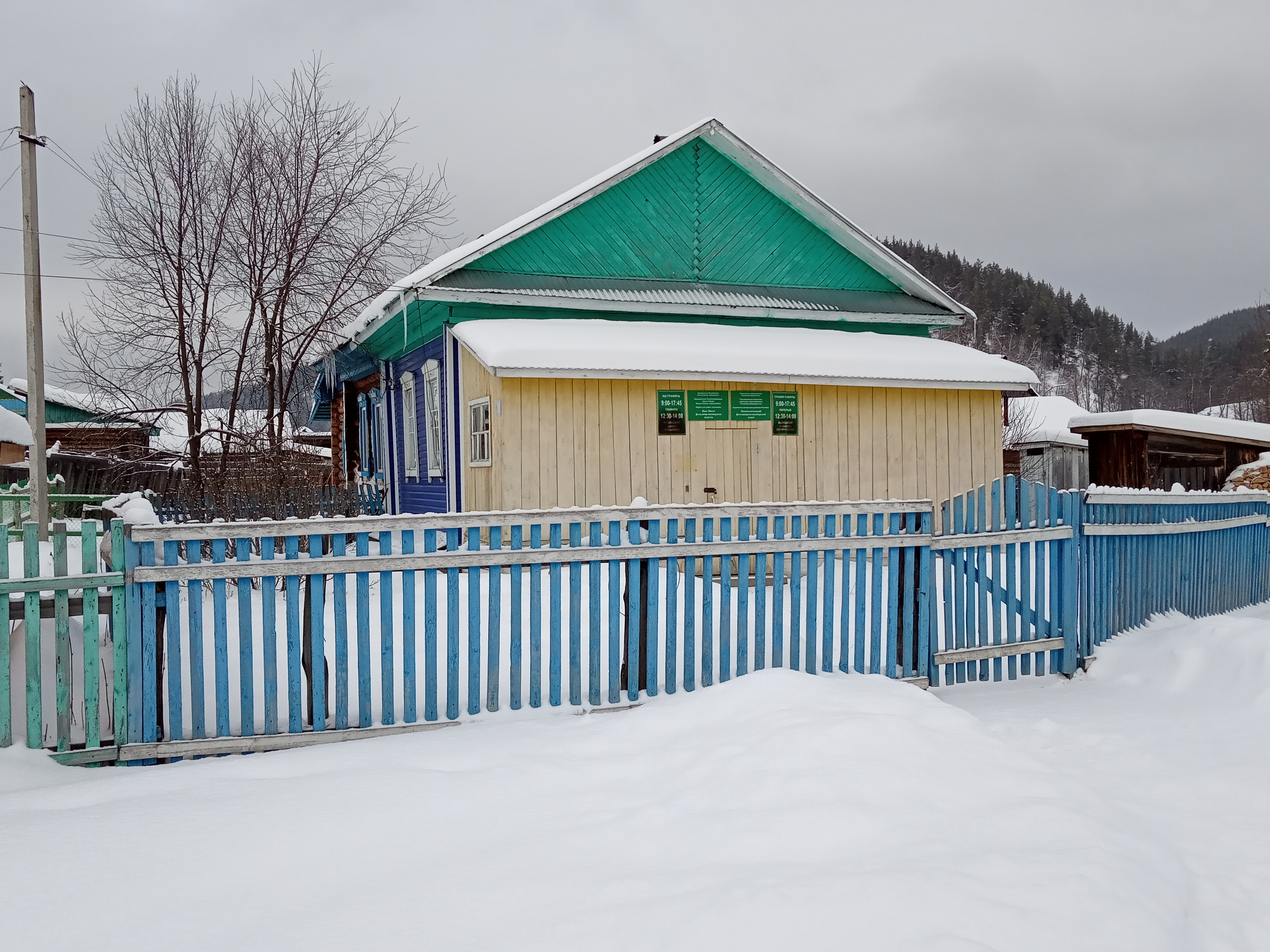
Фельдшерско-акушерский пункт
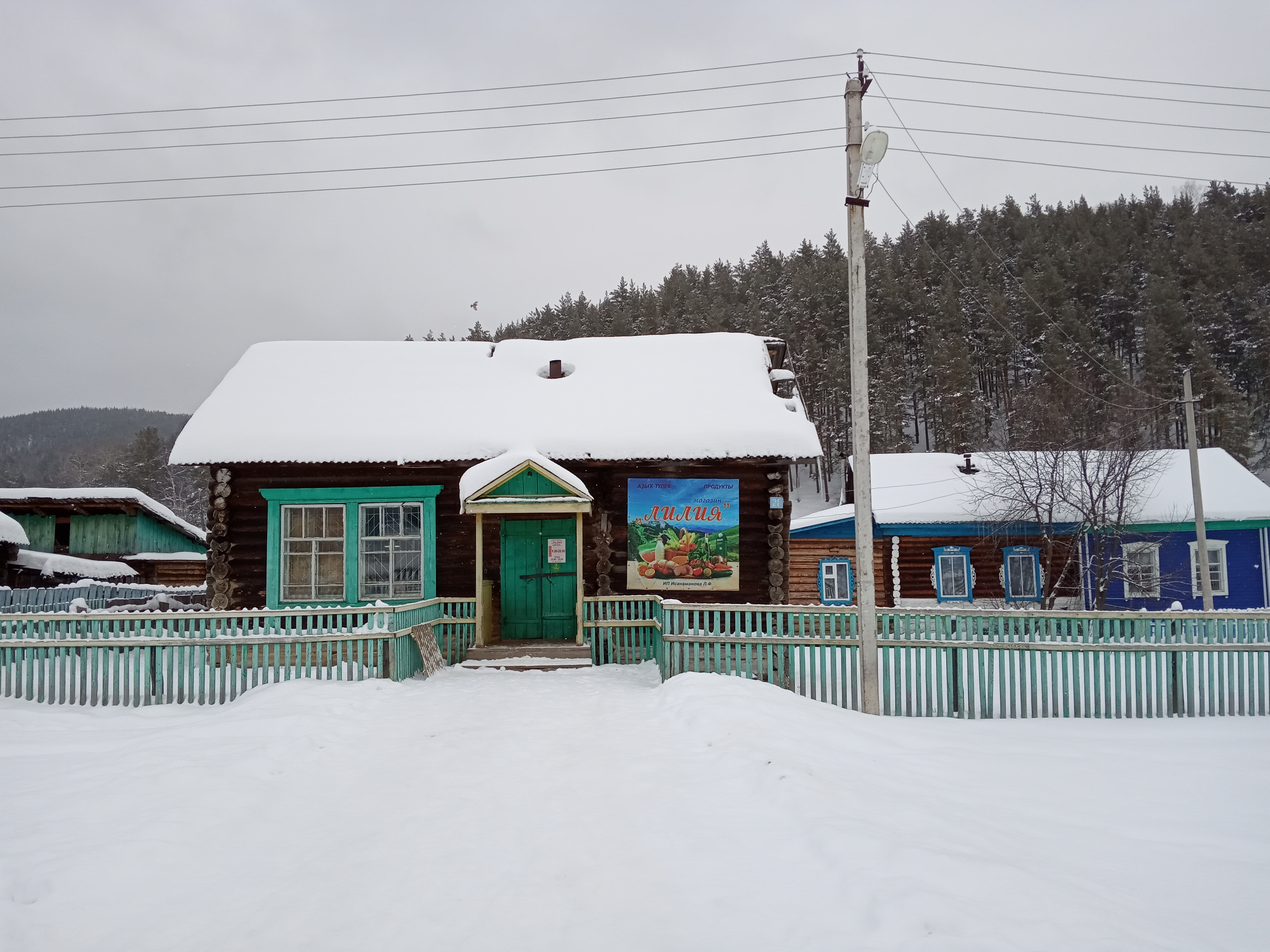
Магазин
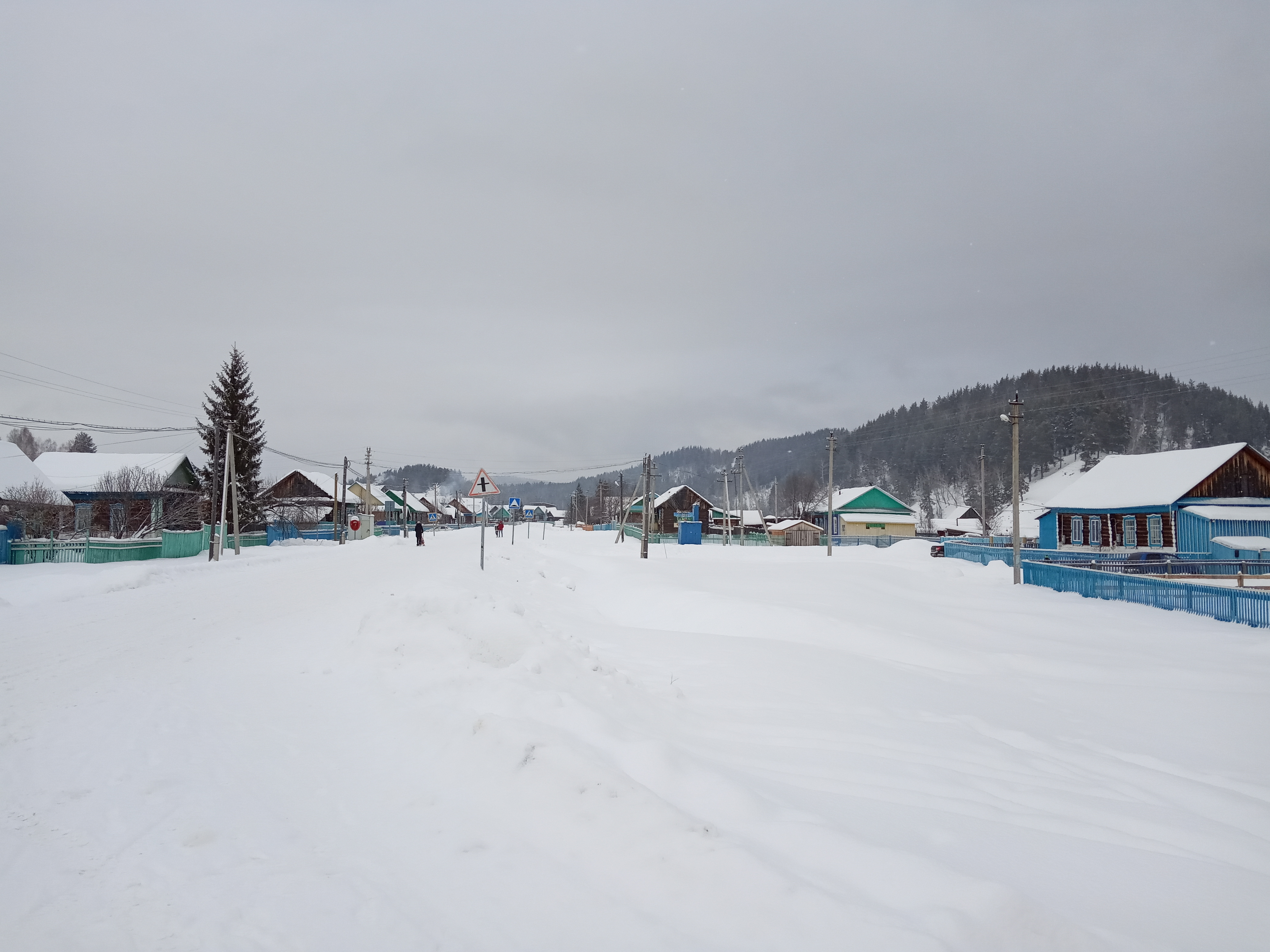
Центральная улица села